# Zygosaccharomyces
Zygosaccharomyces  (лат.) — это род дрожжей в семействе Saccharomycetaceae. Род ранее был известен под названием Saccharomyces, но позднее был реклассифицирован в работе Barnett et al, и сменил название. 
Дрожжи имеют долгую историю как хорошо известные пекарские дрожжи в пищевой промышленности, потому что несколько видов в этом роде значительно устойчивы ко многим из распространенных методов сохранения пищевых продуктов. По своим биохимическим свойствам  Zygosaccharomyces bailii обладают высокой толерантностью к сахару (50—60 %), этанолу (до 18 %), уксусной кислоте (2,0—2,5 %), очень высокой толерантностью к сорбиновой и бензойной кислотам (до 800—1000 мг/л), а также высокой  толерантностью к молекулярному SO2 (более 3 мг/л) и высокой ксеротолерантностью. 